# Álex Villazán
Álex Villazán (Villaverde, Madrid, 20 de juliol de 1993) és un actor espanyol de cinema, teatre i televisió conegut per interpretar a Miquel en Skam España i per guanyar el Premi Unión de Actores al millor actor revelació de teatre en la XVIIIa edició pel seu treball a El curioso incidente del perro a medianoche.

## Biografia
Des de petit va despuntar amb el jiu-jitsu, un art marcial amb la qual en 2012 va obtenir el tercer lloc en el campionat del món de Gant (Bèlgica). La seva activitat en la interpretació comença de la mà de la directora i escenògrafa María José Pazos, després del que decideix matricular-se a l'Escola Municipal d'Art Dramàtic. Durant aquesta etapa de formació, comença a compaginar els seus estudis amb la seva partició a sèries com BuenAgente, Cuéntame cómo pasó o El don de Alba.
El 2015 participa en el seu primer llargmetratge Como la espuma, de Roberto Pérez Toledo. El 2019 participa en la pel·lícula d'Alejandro Amenábar, Mientras dure la guerra i és triat per a interpretar a Christopher Boone en la versió teatral del llibre El curiós incident del gos a mitjanit dirigit per José Luis Arellano García.
En 2020 s'uneix al repartiment de la sèrie de Telecinco i Amazon Prime Video, Caronte, protagonitzada per Roberto Álamo i Miriam Giovanelli. A més, s'incorpora com a personatge principal a la sèrie de Movistar+ Skam España. Un any més tard, s'incorpora a sèrie de Netflix Alma, creada per Sergio G. Sánchez, al costat de Mireia Oriol, Pol Monen o Milena Smit i protagonitza en teatre l'obra Equus, de Peter Shaffer, amb gran recepció de crítica i públic.

## Filmografia

### Cinema
| Any  | Títol                                   | Rol              | Director                |
| ---- | --------------------------------------- | ---------------- | ----------------------- |
| 2017 | Como la espuma                          | Álvaro           | Roberto Pérez Toledo    |
| 2018 | Historias románticas (un poco) cabronas | Ben              | Alejandro González Ygoa |
| 2019 | Close to His Chest                      | Jota             | Carlos Ruano            |
| 2019 | Mientras dure la guerra                 | Policia Nacional | Alejandro Amenábar      |

### Televisió
| Any  | Títol                  | Rol              | Canal                | Notes       |
| ---- | ---------------------- | ---------------- | -------------------- | ----------- |
| 2011 | BuenAgente             | Extra            | La Sexta             | 2 episodis  |
| 2013 | El don de Alba         | Extra            | Telecinco            | 1 episodi   |
| 2015 | Águila Roja            | Extra            | TVE                  | 1 episodi   |
| 2016 | La sonata del silencio | Pedrito          | TVE                  | 2 episodis  |
| 2020 | Caronte                | Guillermo Alfaro | Prime Video / Cuatro | 13 episodis |
| 2020 | Skam España            | Miquel           | Movistar+            | 10 episodis |
| 2021 | Alma                   |                  | Netflix              | 10 episodis |

## Premis y nominacions
Premi de la Unión de Actores y Actrices
| Any  | Categoria              | Obra                                        | Resultat  |
| ---- | ---------------------- | ------------------------------------------- | --------- |
| 2019 | Millor actor revelació | El curioso incidente del perro a medianoche | Guanyador |